# Dichaea schlechteri
Dichaea schlechteri är en orkidéart som beskrevs av James P. Folsom. Dichaea schlechteri ingår i släktet Dichaea och familjen orkidéer.
Artens utbredningsområde är Costa Rica. Inga underarter finns listade i Catalogue of Life.